# Doktryna Hallsteina

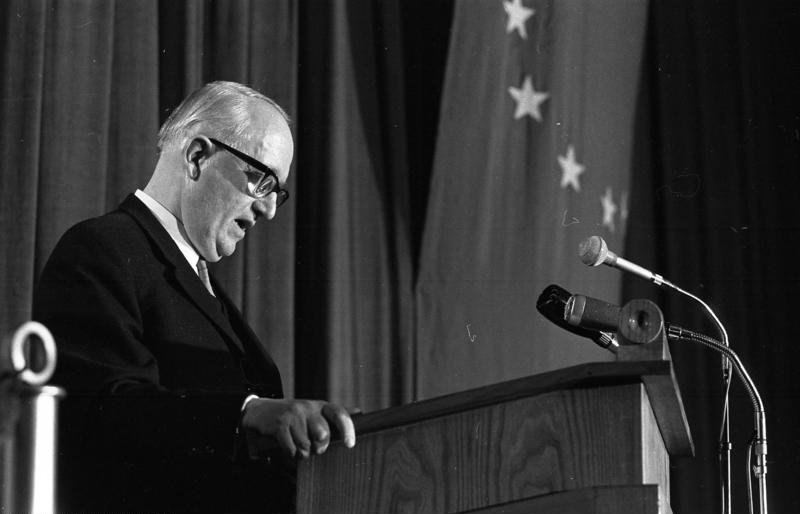
Walter Hallstein w 1969 roku

Doktryna Hallsteina – doktryna, według której RFN miała prawo do reprezentowania obu państw niemieckich za granicą, nigdy nieuznana przez NRD. Elementem tej doktryny było też nieutrzymywanie stosunków dyplomatycznych z państwami utrzymującymi stosunki dyplomatyczne z NRD, z wyjątkiem ZSRR. RFN zrezygnowała z niej po podpisaniu umów z krajami bloku wschodniego w 1970 i 1971 r. za Willy’ego Brandta. Swoją nazwę wzięła od nazwiska niemieckiego polityka, Waltera Hallsteina. W NRD przeciwną doktryną była doktryna Ulbrichta.
Doktryna Hallsteina została po raz pierwszy sformułowana po podróży Konrada Adenauera do Moskwy we wrześniu 1955 r., której zadaniem było nawiązanie stosunków dyplomatycznych ze Związkiem Radzieckim. W grudniu tego samego roku została podana do publicznej wiadomości na konferencji w Bonn. Sam Hallstein nie był głównym pomysłodawcą, jej powstanie przypisuje się raczej Wilhelmowi Grewe, kierownikowi politycznej komórki w ministerstwie spraw zagranicznych. Wzorem dla owej doktryny było zarówno wstrzymanie się Stanów Zjednoczonych od kontaktów dyplomatycznych z Chinami i ZSRR w pierwszych latach po wprowadzeniu w tych państwach komunizmu, jak także postępowanie rządów w przypadku Korei czy Wietnamu.
Doktryna była bardzo kontrowersyjna, gdyż obawiano się, iż państwa, które już podjęły dyplomatyczne stosunki z NRD, zrezygnują z utrzymywania kontaktu z RFN, co mogłoby doprowadzić do politycznej izolacji tego państwa. Także w 1956 roku, podczas dyskusji dotyczącej ostrożnego ocieplenia kontaktów z Polską, skrytykowano doktrynę. Nawet gdy zimą 1957 roku NRD otworzyła w Kairze swoje biuro, które miało dbać o stosunki tego kraju ze światem arabskim, RFN nie wprowadziła w życie doktryny. Zasadniczo doktryna została zastosowana jedynie dwa razy; za pierwszym razem w przypadku wprawdzie niezaangażowanej, ale komunistycznej Jugosławii w 1957 r. Rząd RFN zerwał kontakty dyplomatyczne z Jugosławią, przeciwko czemu protestowało CDU. Po raz drugi zastosowano doktrynę w przypadku socjalistycznej Kuby i jej przywódcy Fidela Castro po tym, jak państwo to oficjalnie uznało NRD.
W 1965 roku RFN uznała Izrael – co było spowodowane wizytą Waltera Ulbrichta w Egipcie. W tym czasie wiele państw arabskich zrywało stosunki dyplomatyczne z RFN, ale też nie podejmowały, jak się obawiano, kontaktów z NRD. Na początku NRD wysyłała na południe delegacje handlowe. Jednakże do większej fali uznania przez inne kraje tego państwa doszło dopiero w 1969 roku, kiedy to Berlin Wschodni opowiedział się przeciwko stronie izraelskiej podczas konfliktu na Bliskim Wschodzie.
W tym momencie oba państwa niemieckie zaczęły ze sobą konkurować, każde z nich usiłowało nawiązać jak najwięcej kontaktów dyplomatycznych z różnymi państwami, jednocześnie odsuwając na bok konkurenta. Postępowanie to było związane zazwyczaj z pewnymi gospodarczymi i politycznymi ustępstwami. Celem były przede wszystkim kraje trzeciego świata, które w owym czasie z kolonii przekształcały się w samodzielne państwa, wyzwalając się spod władzy państw kolonialnych.
Po 1969 roku, po dojściu Willy’ego Brandta do władzy, doktryna straciła moc, gdyż – w ramach nowej polityki wschodniej – RFN nawiązała kontakty z NRD.
Podobną politykę uprawia Chińska Republika Ludowa w stosunku do Republiki Chińskiej, którą traktuje jak zbuntowaną prowincję. Większość państw obawia się zerwania przez Chińską Republikę Ludową stosunków dyplomatycznych, dlatego też Republika Chińska jest uznawana jedynie przez kilkanaście państw na świecie, mimo że posiada wszystkie inne cechy niepodległego państwa.